# Fiadanana (Ambohimahasoa)
Fiadanana è una città e comune del Madagascar situata nel distretto di Ambohimahasoa, regione di Haute Matsiatra. 
La popolazione del comune rilevata nel censimento 2001 era pari a 15 932 unità.